# Benzylidène

Benzylidène

Le terme benzylidène désigne le groupe fonctionnel aromatique de formule brute C6H4-CH-R,R¹. Ce groupe fait partie de la famille des aryles. Il est souvent désigné par la formule Ph-CH<.
Les composés benzylidéniques sont principalement divisés en deux groupes :
- les styréniques (un cycle benzénique)
- les stilbéniques (deux cycles benzéniques)

## Nomenclature
Le terme benzylidène est encore accepté dans la nomenclature IUPAC. Toutefois si le cycle aromatique est substitué par d'autres groupes fonctionnels, ce terme ne peut plus être utilisé et les règles habituelles de la nomenclature sont à utiliser.